# Ōjōyōshū

L'Ōjōyōshū (往生要集, Somme sur la naissance dans la Terre Pure) est un important traité bouddhique médiéval en dix chapitres, écrit en 985 par le moine bouddhique japonais Genshin (942-1017), rattaché au courant de l'amidisme. Il s'agit de l'œuvre la plus célèbre de Genshin, auquel on doit une production littéraire abondante et éclectique, et c'est un des traités les plus influents en japonais sur la pratique du nenbutsu et la visée sotériologique de la renaissance dans la Terre pure.

## Contenu et structure

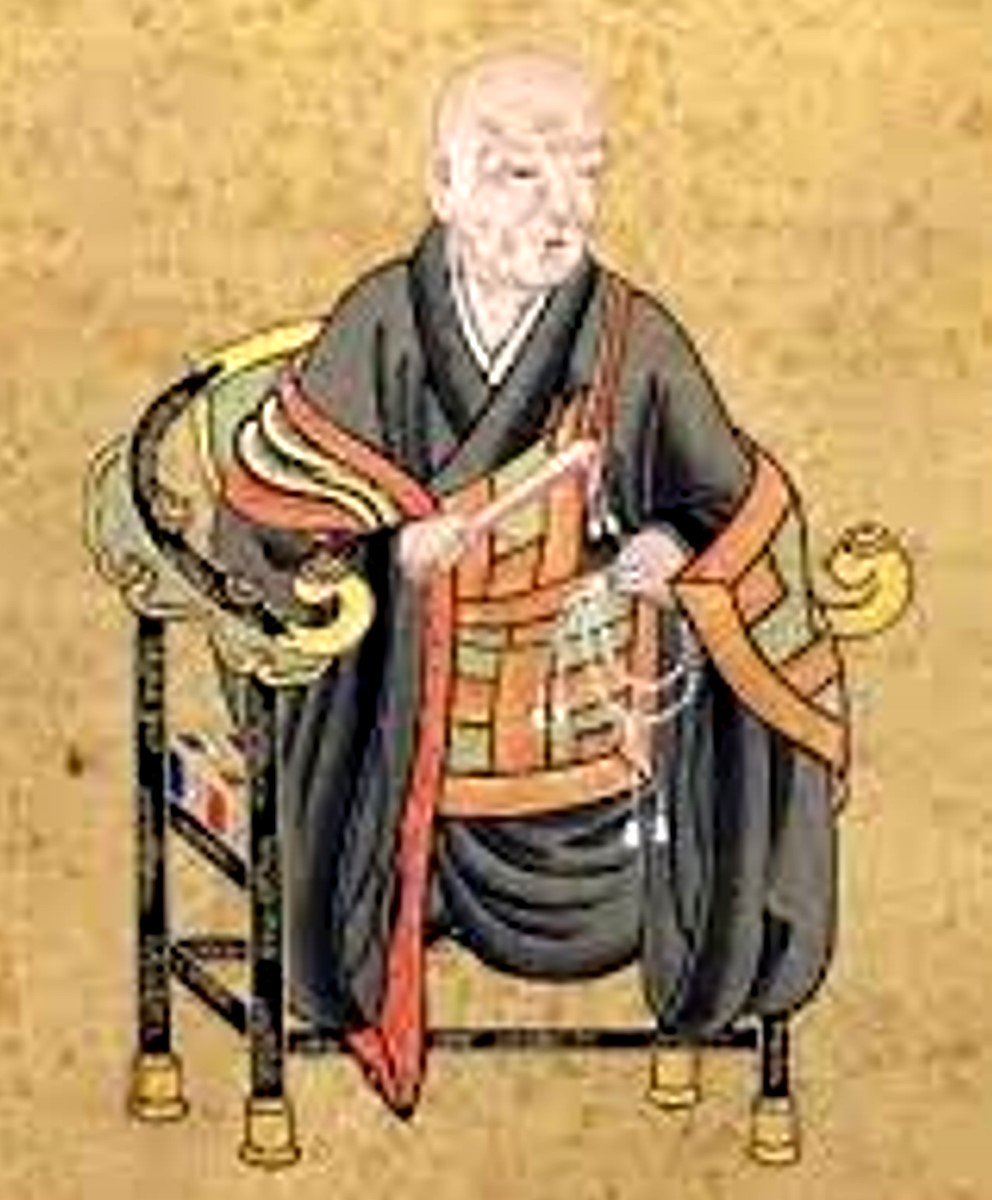
Genshin. Origine inconnue. Portrait antérieur à 1017.

Cet ouvrage volumineux offre une vue organisée de la pensée et de la pratique de la Terre pure, s'appuyant sur de larges passages tirés des écritures et des traités (shastra) bouddhiques, en particulier des écrits de Daochuo et Shandao, deux auteurs importants de la Terre pure en Chine : au total, il compte 960 citations tirées de 160 ouvrages,. Ces extraits, qui concernent tous la Terre pure, sont organisés par thème, ce qui fait de l'Ōjōyōshū un compendium détaillé de la pensée de la Terre pure. 

### Les dix chapitres
Le contenu des chapitres de l'ouvrage peut se résumer de la façon suivante,,. 
1. La haine du royaume souillé — Longue exploration des états d'existence traditionnels dans le cycle des renaissances et des raisons pour lesquelles ils sont indésirables. 
2. La recherche de la Terre pure — Pourquoi la Terre pure d'Amitabha diffère de ces états de renaissance indésirables. 
3. Les preuves de l'existence de la Terre de Suprême Félicité.
4. La pratique correcte du nenbutsu —  analyse minutieuse et détaillée des différentes pratiques du nenbutsu qui vont des pratiques de visualisation complexes à la simple récitation du namu amida butsu. Genshin réaffirme ici la vision traditionnelle du bouddhisme Tendai du nenbutsu, qui signifie la pleine conscience (vipassanâ) [par exemple la contemplation] du Bouddha. Ce chapitre explore également les raisons de l'efficacité du nenbutsu, y compris le pouvoir du Bouddha Amitabha de sauver les êtres sensibles, etc.
5. Aides au nenbutsu — exploration d'autres techniques auxiliaires à même de rendre la pratique du nenbutsu plus efficace. Ici, Genshin écrit : « Il est impossible d'attraper une volaille avec un filet fait d'une seule maille. [De même, ce n'est qu'en] employant une myriade de techniques pour aider la pleine conscience contemplative que la grande question de la naissance [dans la Terre Pure] est accomplie. ».
6. Le nenbutsu pour les occasions spéciales —  ce chapitre traite des formes extraordinaires de pratiques du nembutsu pour les occasions spéciales ou les retraites.
7. Les bienfaits du nenbutsu —  ce chapitre explore les bienfaits de la pratique du nembutsu, notamment l'annulation du mauvais karma, l'obtention de la protection des bouddhas et des bodhisattvas, etc.
8. Preuves du Nembutsu. / 9. Diverses pratiques pour la naissance [dans la Terre pure]. / 10. Discussion des problèmes doctrinaux. 
Pour Genshin, la pratique du nenbutsu est relativement accessible et elle convient bien à l'époque de dégénérescence dans lequel est entré la Loi bouddhique (mappô) ; on peut d'ailleurs encore le pratiquer sur son lit de mort. À côté de cela, Genshin recommande à celles et ceux qui n'ont pas vraiment développé leurs capacités spirituelles de réciter le nom du bouddha Amitaba.
D'autre part, ce texte est également connu pour ses pages sur samsâra, en particulier pour ses descriptions « vivantes » des enfers (Nâraka) et des souffrances qu'y endurent après leur mort, pour prix de leurs actes dommageables, ceux qui se sont mal comportés durant leur vie. Genshin décrit les souffrances dans les destinées inférieures mais aussi la pratique de la Terre pure, et il mise sur la crainte qu'inspirent les souffrances dans ces destinées et sur le désir qui s'ensuit de renaître dans une Terre pure.

### En bref
Composé en trois parties et rédigé en syllabaire kanbun (afin d'être accessible aux personnes qui ne pouvaient accéder aux commentaires bouddhiques classiques, rédigés au Japon en chinois), le traité expose donc la conception bouddhique de la Terre pure. Il met l'accent sur les méthodes permettant d'atteindre la renaissance dans la Terre pure du bouddha Amida et ce, en reprenant des éléments de sûtras bouddhiques antérieurs tels que le Sūtra des contemplations de Vie-Infinie. 
Dans cet ouvrage, Genshin permet d'accéder à tous les enseignements essentiels de l'amidisme, et de comprendre ainsi l'essentiel de l'enseignement véhiculé par cette école. Il cherche aussi à montrer au lecteur l'urgence de chercher le salut, en lui dépeignant les terreurs des enfers et la nature impermanente et éphémère de notre monde; après quoi, il décrit la Terre pure, afin de souligner avec vigueur le contraste avec les enfers. Et cela, dans le seul but de convaincre son public de pratiquer le nenbutsu, moyen le plus efficace pur gagner la Terre pure.

## Influence
L'influence de l'Ōjōyōshū se retrouve dans la peinture bouddhique japonaise, où il a inspiré des représentations lugubres des enfers, et, plus tard, dans la littérature bouddhique (en particulier dans les développements liés à la Terre pure du courant Tendai. L'ouvrage a exercé une influence important sur Hōnen, le fondateur du bouddhisme Jôdo-shû, qui lui a consacré plusieurs commentaires. Quant à son disciple Shinran, fondateur du courant Jōdo Shinshū a écrit un important commentaire sur l'Ōjōyōshū intitulé Notes sur les fondamentaux de la renaissance. Enfin, cet ouvrage est un des rares textes composés au Japon qui soit parvenu en Chine, influençant le développement du bouddhisme de la Terre pure dans ce pays. Une copie, envoyée en 986, une copie est envoyée aurait suffisamment impressionnés les moines pour qu'ils appellent Genshin « petit Shakyamuni du Japon ».

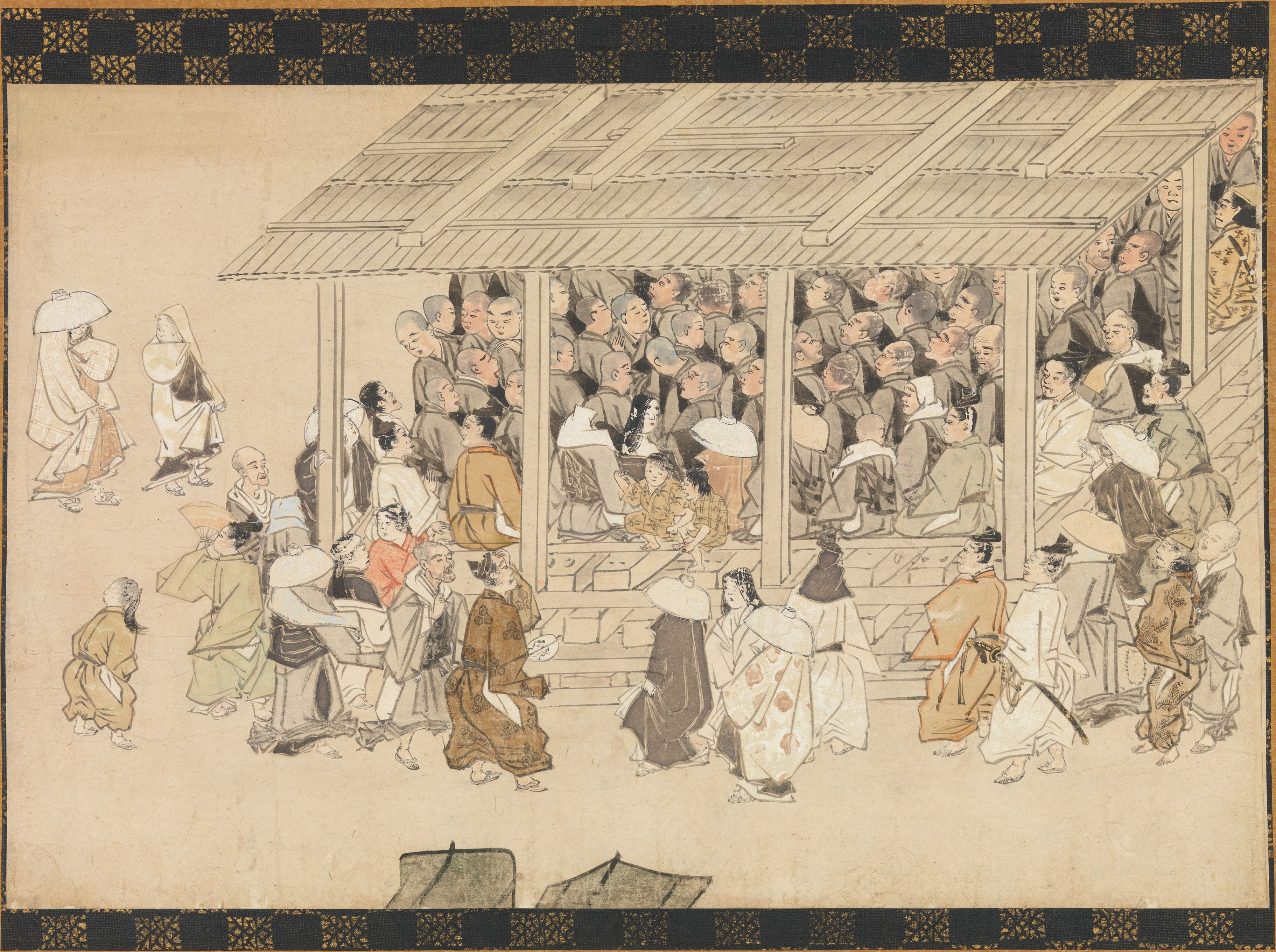
Réunion pour pratiquer le nenbutsu à Kyôto. Anonyme, entre 1371 et 1399. New York, MET.